# Hagnagora vittata
Hagnagora vittata är en fjärilsart som beskrevs av Philippi 1859. Hagnagora vittata ingår i släktet Hagnagora och familjen mätare. Inga underarter finns listade i Catalogue of Life.